# Angeli noi (We All Need Love)
Angeli Noi (We All Need Love) è un singolo di Mietta del 1998. Trattasi di una cover dell'omonimo brano di Domenic Troiano con un testo differente e cantata in lingua italiana.

## Tracce
1. Angeli Noi (We All Need Love) – 3:27